# Abgusht

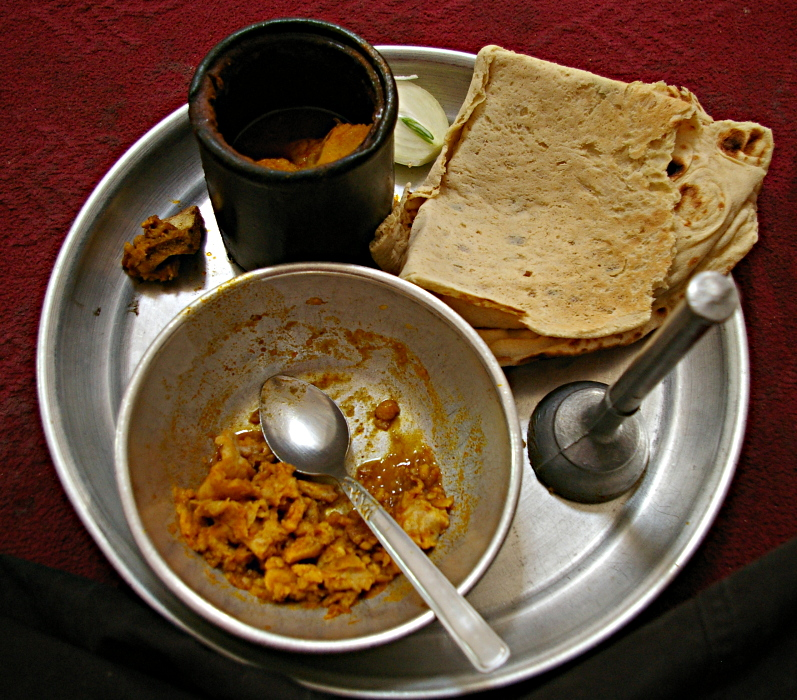
Un plato simple de dizí a medio comer.

El abgusht (en persa آبگوشت, ‘caldo de carne’) es un estofado muy característico de la cocina persa. También se llama dizí, en alusión a las vasijas de barro tradicionales en las que se sirve.  término genérico que engloba muchos platos parecidos de la región.
El abgusht tradicional suele hacerse con cordero, garbanzos, alubias blancas, patatas, tomates, cúrcuma y lima seca. Aunque existen variantes que usan otras judías, como la roja o el caupí.
En Turquía, esta versión turca de Abgoosht se hace del cordero, de los garbanzos, de los habas blancos, de las cebollas, de los tomates, de las patatas, del jugo de limón, de la granada, de la sal y del pimienta negra.